# Roxadustat
Roxadustat ist ein HIF-Prolylhydroxylase-Inhibitor (HIF-PHI), der die Produktion von Hämoglobin und Erythrozyten stimuliert. Er wird als Arzneistoff zur oralen Behandlung der Anämie („Blutarmut“) infolge einer chronischen Nierenerkrankung (renale Anämie bei Niereninsuffizienz) verwendet. Zu gleichen Wirkstoffklasse gehören auch Molidustat und Vadadustat.

## Anwendungsgebiete und Zulassung
Als first-in-class HIF-PHI ist Roxadustat der erste Vertreter einer neuen Arzneistoff-Klasse zur Behandlung von Anämie bei chronischen Nierenerkrankungen (CKD). Roxadustat wurde gemeinsam von AstraZeneca und FibroGen (in China) entwickelt.
Roxadustat wurde im Dezember 2018 in China zugelassen. Im September 2019 folgte unter dem Namen Evrenzo eine Zulassung in Japan zur Behandlung von erwachsenen Patienten mit einer Anämie im Rahmen einer Niereninsuffizienz bei der Nierendialyse. In der EU wurde Evrenzo am 18. August 2021 (für Erwachsene) zugelassen, es wird von Astellas Pharma vermarktet.
Das Beratungsgremium der US-Behörde FDA riet von einer Zulassung in den USA ab.

## Eigenschaften
Roxadustat ist ein HIF-Prolylhydroxylase-Inhibitor (HIF-PHI), also ein Hemmstoff (Inhibitor) der Prolylhydroxylase-Enzyme, die den hypoxie-induzierten Faktor abbauen, sobald eine normale Sauerstoffversorgung (Normoxie) erreicht ist. Es fördert die Erythropoese, indem es die endogene Produktion von Erythropoietin erhöht, die Eisenregulation verbessert und die negativen Auswirkungen der Entzündung auf die Hämoglobinsynthese und die Produktion von roten Blutkörperchen durch Herunterregulierung von Hepcidin überwindet. Die Verabreichung von Roxadustat induziert eine koordinierte Erythropoese, die die Anzahl der roten Blutkörperchen erhöht und gleichzeitig den Plasma-Erythropoietin-Spiegel im oder nahe dem normalen physiologischen Bereich hält.
Roxadustat ist ein niedermolekularer Wirkstoff (small molecule) und kann oral verabreicht werden.

## Anwendung bei renaler Anämie
Bei Nierenerkrankungen tritt häufig eine normozytäre, normochrome, hypoproliferative Anämie auf (normale Anzahl und normaler Hämoglobingehalt der Erythrozyten bei verminderter Produktion von roten Blutkörperchen). Die Ursachen einer solchen hyporegeneratorischen Anämie sind multifaktoriell, u. a Erythropoietinmangel, gestörter Eisenstoffwechsel, Blutverlust und verminderte Lebensdauer der Erythrozyten. In einer randomisierten, doppelt verblindeten Studie wurde acht Wochen lang Roxadustat bei Patienten mit chronischer Niereninsuffizienz mit der Gabe eines Placebos verglichen. Der Hämoglobinwert stieg unter Roxadustat von 8,9 g/dl auf 10,8 g/dl, in der Placebogruppe sank er auf 8,5 g/dl. Gleichzeitig sank der Hepcidin-Spiel, während Transferrin und Eisenbindungskapazität anstiegen.
Die Behandlung sollte durch einen Facharzt erfolgen, der in der Behandlung von Anämien erfahren ist. Der klinische Verlauf und die Laborparameter wie die Hämoglobin-Konzentration sind durchgehend zu evaluieren. Vor Beginn der Anwendung ist sicherzustellen, dass die Eisenspeicher des Patienten gefüllt sind. Die individuell festzulegende Dosis wird dreimal pro Woche oral eingenommen, nicht jedoch an aufeinander folgenden Tagen. Der Hämoglobin-Zielwert liegt bei 10–12 g/dl. Wenn nach 24 Wochen kein klinisch bedeutsamer Anstieg des Hämoglobin-Werts erreicht wurde, sollte die Behandlung beendet werden.

## Nebenwirkungen
An Arzneimittelnebenwirkungen wurden unter Roxadustat in 16 % eine Hyperkaliämie beobachtet (8 % unter Placebo) sowie eine metabolische Azidose in 12 % (2 % unter Placebo). Dieselbe Arbeitsgruppe prüfte auch die Anwendung von Roxadustat bei Patienten mit Langzeit-Dialyse. Diese bekamen bereits Erythropoietin. In einer randomisierten Studie wurde Erythropoietin 26 Wochen lang durch Roxadustat ersetzt. Zur Bekämpfung der renalen Anämie bei Dialysepatienten erwies sich Roxadustat als gleichwertig mit Erythropoietin.
Weiterhin können auftreten auftreten:
- arterielle Hypertonie
- Hyperkaliämie (erhöhter Kaliumspiegel)
- Metabolische Azidose (Übersäuerung des Blutes und des Körpers)
- Hemmung der Cholesterinbiosynthese unter anderem über die HMG-CoA-Reduktase (vergleichbar mit Statinen)[10]
- Anstieg des VEGF, eines Signalproteins, welches das Tumorwachstum fördert[12]
- Pulmonale Hypertonie (Lungenhochdruck)[13]

Weitere unerwünschte Arzneimittelnebenwirkungen sind zum Beispiel sehr häufig Shunt-Thrombosen, Übelkeit, Diarrhö, periphere Ödeme, Sepsis, Schlaflosigkeit, Krampfanfälle, Kopfschmerzen, tiefe Venenthrombosen, Obstipation, Erbrechen, Hyperbilirubinämie und Lungenembolien, ferner sekundäre Hypothyreose, Pneumonien sowie Harnwegsinfektionen.
Nach Angaben in der Fachinformation ist die Gesamtmortalität bei einer Therapie mit Roxadustat geringfügig größer als bei einer Behandlung mit einem der üblichen Erythropoese-stimulierenden Wirkstoffe (Erythropoese-stimulierende Substanzen, Erythropoese-stimulierende Agenzien, Erythropoiesis-Stimulating Agents, Kurzform ESA; siehe auch EPO-Präparate der nächsten Generation).

## Wechselwirkungen
Mit folgenden Verbindungen kann es bei der Behandlung mit Roxadustat zu Arzneimittelwechselwirkungen kommen:
- Phosphatbinder und andere Produkte, die mehrwertige Kationen enthalten
- CYP2C8-Inhibitoren (Gemfibrozil) oder CYP2C8-Induktoren
- UGT1A9-Inhibitoren (zum Beispiel Probenecid)
- OATP1B1- oder BCRP-Substrate
- Erythropoese-Stimulatoren (ESA)

## Zusatznutzen
Für die Bewertung eines Zusatznutzens von Roxadustat gegenüber einem ESA durch das Institut für Qualität und Wirtschaftlichkeit im Gesundheitswesen (IQWiG) wurden am 13. Dezember 2021 keine geeigneten Daten gefunden. Es gibt daher keinen Anhaltspunkt für einen Zusatznutzen von Roxadustat gegenüber der zweckmäßigen Vergleichstherapie, ein Zusatznutzen ist damit nicht belegt. Der G-BA folgte dem Gutachten und beschied keinen Zusatznutzen.

## Gegenanzeigen und Anwendungsbeschränkungen
Roxadustat ist kontraindiziert bei Überempfindlichkeiten gegenüber dem Wirkstoff, im dritten Trimester der Schwangerschaft sowie beim Stillen. Vorsicht ist geboten bei Patienten mit Krampfanfällen in der Vorgeschichte, mit einer bekannten Epilepsie oder mit anderen Krankheiten mit einer Prädisposition für Krampfanfälle. Über die Wirksamkeit und Sicherheit von Roxadustat bei Kindern und Jugendlichen im Alter von unter 18 Jahren liegen keine Daten vor.

## Analytik
Zur sicheren qualitativen und quantitativen Bestimmung der Substanz kommt nach angemessener Probenvorbereitung die Kopplung der HPLC mit der Massenspektrometrie zum Einsatz. Diese Methodik wurde auch bei Dopingkontrollen im Pferdesport erfolgreich eingesetzt. Auch zum Nachweis für Metaboliten von Roxadustat wurden vergleichbare Verfahren entwickelt.

## Doping
Roxadustat wird wie z. B. auch Molidustat – verbotenerweise – zum Doping besonders im Sport missbraucht.